# Sportploeg van het jaar (België)
De titel Sportploeg van het jaar wordt toegekend aan de beste Belgische sportploeg van een jaar, dit is de ploeg die als winnaar naar voor komt uit een referendum georganiseerd door de Belgische Beroepsbond van Sportjournalisten. De titel werd in 1997 voor het eerst uitgereikt.
Sinds 2004 wordt de Sportploeg van het jaar verkozen in het Sportgala, georganiseerd door Octagon cis.

## Overzicht van de winnaars
| Jaar | Winnaars                                | Discipline  |
| ---- | --------------------------------------- | ----------- |
| 1997 | Volleybalclub Maaseik                   | volleybal   |
| 1998 | Nationaal team                          | motorcross  |
| 1999 | Nationaal mannenteam                    | tennis      |
| 2000 | RSC Anderlecht                          | voetbal     |
| 2001 | Federation Cup team                     | tennis      |
| 2002 | La Villette Charleroi                   | tafeltennis |
| 2003 | Nationaal team                          | motorcross  |
| 2004 | Nationaal 4x100 m estafetteteam vrouwen | atletiek    |
| 2005 | Nationale beloftenploeg                 | voetbal     |
| 2006 | Federation Cup team                     | tennis      |
| 2007 | Nationaal 4x100 m estafetteteam vrouwen | atletiek    |
| 2008 | Nationale 4x100 m estafetteteam vrouwen | atletiek    |
| 2009 | Nationaal 4x400 m estafetteteam mannen  | atletiek    |
| 2010 | Nationaal 4x400 m estafetteteam mannen  | atletiek    |
| 2011 | Nationaal 4x400 m estafetteteam mannen  | atletiek    |
| 2012 | Belgische hockeyploeg (mannen)          | hockey      |
| 2013 | Rode Duivels                            | voetbal     |
| 2014 | Rode Duivels                            | voetbal     |
| 2015 | Davis Cup team                          | tennis      |
| 2016 | Belgische hockeyploeg (mannen)          | hockey      |
| 2017 | Davis Cup team                          | tennis      |
| 2018 | Belgische hockeyploeg (mannen)          | hockey      |
| 2019 | Belgische hockeyploeg (mannen)          | hockey      |
| 2020 | Belgisch basketbalteam (vrouwen)        | basketbal   |
| 2021 | Belgische hockeyploeg (mannen)          | hockey      |
| 2022 | Nationaal 4x400 m estafetteteam mannen  | atletiek    |
| 2023 | Belgisch basketbalteam (vrouwen)        | basketbal   |
| 2024 | Thierry Neuville/Martijn Wydaeghe       | autosport   |